# Gynnidomorpha datetis
Gynnidomorpha datetis es una especie de polilla tortrícida perteneciente a la tribu Cochylini, de la subfamilia Tortricinae, orden Lepidoptera.
Fue descrita científicamente por el entomólogo Alexey Nikolaievich Diakonoff en 1984. Aparece registrada y publicada en una sección de la revista Zoologische Mededelingen 58, 264 de 1984.
Cuenta con una envergadura de 10,5−13 mm.

## Distribución
Se distribuye por Asia, en Tailandia, en la ciudad de Bangkok.